# BC (가수)
BC(본명: 진성호, 1994년 7월 18일 ~ )은 원팀의 멤버이다.

## 학력
- 광주송원초등학교 (졸업)
- Morton Middle School (전학)
- 운암중학교 (졸업)
- 국제고등학교 (졸업)
- 글로벌사이버대학교 방송연예학과 (졸업)